# Locunolé
Locunolé (tiếng Breton: Lokunole) là một xã của tỉnh Finistère, thuộc vùng Bretagne, miền tây bắc Pháp.

## Dân số
Người dân ở Locunolé được gọi là Locunolois.